# 1892-es műkorcsolya- és jégtánc-Európa-bajnokság
Az 1892-es műkorcsolya- és jégtánc-Európa-bajnokság volt a verseny második kiírása. A versenyt 1892. január 24-én rendezték meg az Osztrák–Magyar Monarchia fővárosában, Bécsben.

## Végeredmény
| #  | Név                  | Ország                   |
| -- | -------------------- | ------------------------ |
| 1  | Eduard Engelmann Jr. | Osztrák–Magyar Monarchia |
| 2  | Földváry Tibor       | Magyarország             |
| 3  | Georg Zachariades    | Osztrák–Magyar Monarchia |
| 4  | Karl Kaiser          | Osztrák–Magyar Monarchia |
| 5  | Josef Nowy           | Osztrák–Magyar Monarchia |
| 6  | Gustav Hügel         | Osztrák–Magyar Monarchia |
| 7  | Alfred Klement       | Osztrák–Magyar Monarchia |
| 8  | Fritz Ahrendt        | Német Birodalom          |
| VL | Carl Sage            | Osztrák–Magyar Monarchia |
| VL | Fritz Rehm           | Német Birodalom          |

## Bírók
| - Ehrlich J. - L. Stickler - M. Mitscha - F. Wolff - Bieberhofer | - C. Felgel - C. Fillunger - E. Schmidt - A. Tuschel - M. Wirth |